# Gaffelhuvudspindel
Gaffelhuvudspindel (Walckenaeria furcillata) är en spindelart som först beskrevs av Menge 1869.  Gaffelhuvudspindel ingår i släktet Walckenaeria och familjen täckvävarspindlar. Arten är reproducerande i Sverige. Inga underarter finns listade i Catalogue of Life.